# 沿海路 (小港區)

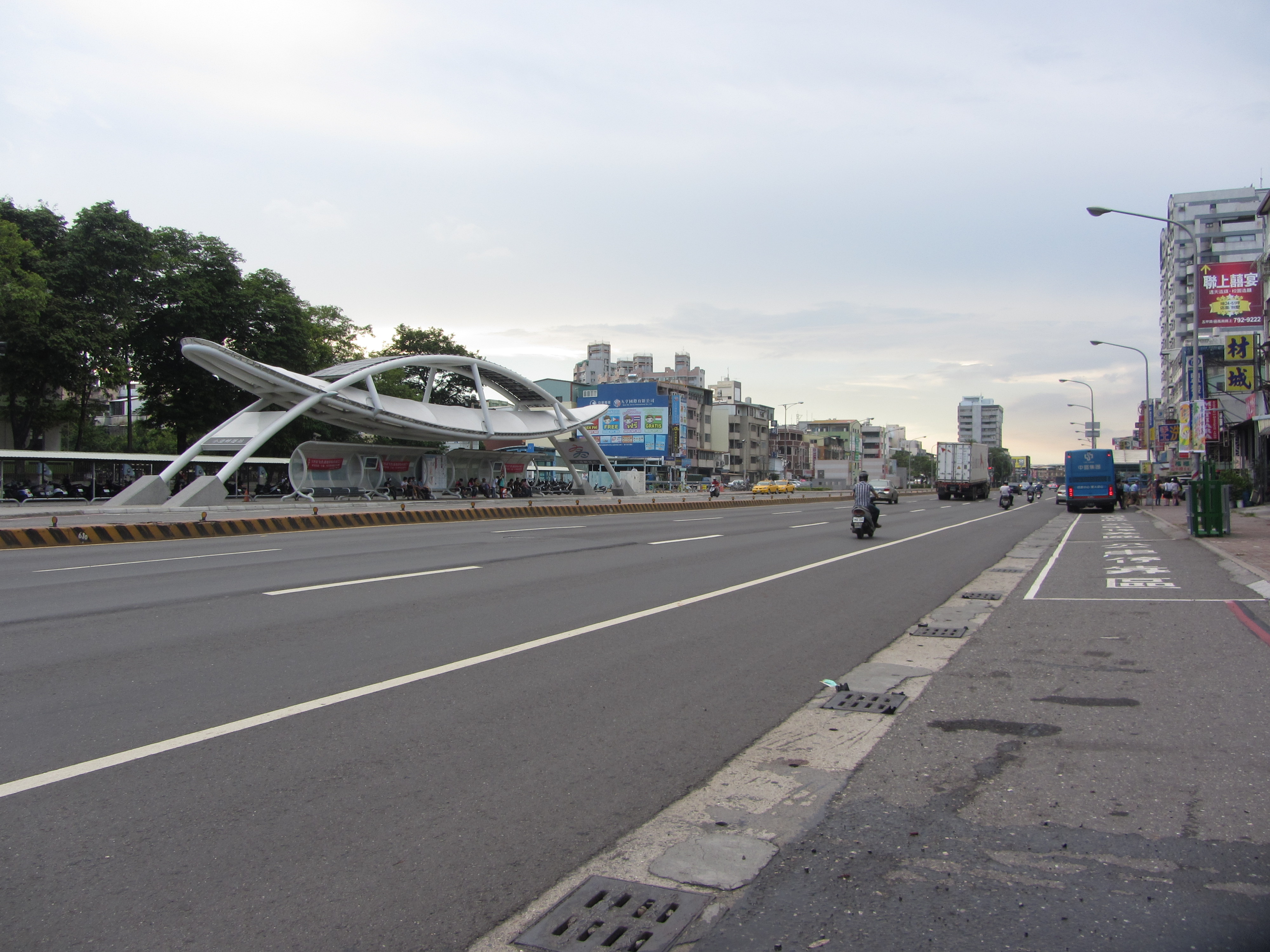
沿海一路一景

沿海路（Yanhai Rd.）為南高雄市的南北向重要幹道，全線均在高雄市小港區內，共分為四個部分。起端於中山四路、宏平路口，其中沿海一路到三路接林園區中門路之路段屬於台17線。而沿海四路在地圖上呈東南－西北向，起端於鳳鼻頭（愛河獅子公園）接三路，末端至大林蒲由鳳北路接續。

## 行經行政區域
- 小港區

## 分段
沿海路共分為四個部分：
- 沿海一路：北起於宏平路口接中山四路，南於中鋼路口接沿海二路。屬台17線。
- 沿海二路：北於中鋼路口接沿海一路，南於中林路、東林路口接沿海三路。屬台17線。
- 沿海三路：北於中林路、東林路口接沿海二路，南於愛河獅子三角公園（鳳鼻頭）銜接沿海四路；並抵鳳鳴路與南星路口接林園區中門路，屬台17線。
- 沿海四路：起端於愛河獅子公園（鳳鼻頭）接沿海三路，終抵大林蒲續接鳳北路。

## 沿線設施
（由北至南）
- 沿海一路
  - 麥當勞高雄沿海店
  - 第一銀行小港分行
  - 台剛化工原料行
  - 長城機車行
  - 肯德基高雄沿海店
  - 鞋全家福沿海店
  - 澄清眼科
  - 牛脾氣麵食堂
  - 小港護理之家
  - 名人動物醫院
  - 安泰醫院
  - 捷運小港站
  - 高雄市小港區二苓國民小學
  - 臨海醫院
  - 台灣優力小港加油站
- 沿海二路
  - 臨海工業區
  - 中國鋼鐵公司
  - 捷運中鋼東門站（高雄捷運林園延伸線規劃中）
  - 臨工一號橋
  - 高雄郵局前鎮投遞股小港投遞站
  - 台灣中油加油站臨海工業區站
  - 捷運臨海工業區站（高雄捷運林園延伸線規劃中）
- 沿海三路
  - 臨海工業區
  - 山隆加油站小港站
  - 愛河獅子三角公園
  - 捷運鳳鼻頭站（高雄捷運林園延伸線規劃中）
  - 鳳鼻頭
  - 鳳鼻頭漁港
  - 鳳山丘陵
- 沿海四路
  - 臨海工業區
  - 台灣中油加油站大林站
  - 大林發電廠
  - 大林蒲
  - 大林蒲康樂活動中心

## 公車資訊
- 沿海一路
  - 港都客運
    - 紅2 捷運小港站－鳳鼻頭
    - 紅3 捷運小港站－林園區公所
    - 紅5 捷運小港站－中智路郵局
    - 紅8 捷運小港站－大寮區公所
    - 紅毛港航線專車 捷運小港站－紅毛港文化園區
    - 大林蒲社區巴士 捷運小港站－龍鳳路（大林蒲）
    - 鳳鼻頭社區巴士 捷運小港站－鳳鼻頭

  - 東南客運
    - 紅1 捷運小港站－國立高雄餐旅大學
    - 大坪頂社區巴士 捷運小港站－大坪頂

  - 高雄客運、屏東客運、中南客運、國光客運聯營
    - 9117「墾丁列車」（經台17線）
      - 高雄客運、屏東客運、中南客運：高鐵左營站－高雄火車站－高雄國際機場－林園－東港－林邊－枋寮－楓港－恆春－墾丁
      - 國光客運：高雄客運自立站－高雄火車站－高雄國際機場－林園－東港－林邊－枋寮－楓港－恆春－墾丁
- 沿海二路
  - 港都客運
    - 紅3 捷運小港站－林園區公所
    - 紅5 捷運小港站－中智路郵局
    - 紅毛港航線專車 捷運小港站－紅毛港文化園區
    - 大林蒲社區巴士 捷運小港站－龍鳳路（大林蒲）
    - 鳳鼻頭社區巴士 捷運小港站－鳳鼻頭

  - 東南客運
    - 紅1 捷運小港站－國立高雄餐旅大學
    - 大坪頂社區巴士 捷運小港站－大坪頂
- 沿海三路
  - 港都客運
    - 紅5 捷運小港站－中智路郵局
- 沿海四路
  - 港都客運
    - 紅2 捷運小港站－鳳鼻頭
    - 紅3 捷運小港站－林園區公所

## 公共自行車
- 高雄市公共自行車租賃系統：
  - 宏平沿海一路口：宏平路/沿海一路口(東南側)
  - 捷運小港站(3號出口)：沿海一路/漢民路(東南側)
  - 捷運小港站(4號出口)：沿海一路260號(旁)
  - 捷運小港站(2號出口)：沿海一路347號(前人行道)
  - 捷運小港站(1號出口)：沿海一路280號(捷運小港站1號出口旁)

## 相關連結
- 高雄市主要道路列表